# Grupo Helios
Grupo Helios es un grupo empresarial español dedicado al sector de la industria alimentaria, líder en España en la fabricación de mermeladas. Su matriz, la empresa familiar Dulces y Conservas Helios, fue fundada en 1936, y tiene su sede en la ciudad de Valladolid.

## Historia
Los inicios de la empresa se encuentran en la ciudad de Valladolid, donde Alejandrino Pérez y su nieto Gaspar comenzaron desde 1889 la elaboración artesanal en el obrador de su confitería El Sol de mermeladas y confituras. En sus inicios llegaron a fabricar dulces para la Casa Real.
En 1936, fundaron dos nuevas confiterías, denominadas El Val y Helios, que registraron para su empresa con la marca Helios (personificación del Sol en la mitología griega). La segunda de estas fue fundada por Alejandrino Pérez, hijo del fundador original, y estaba ubicada en la plaza de Fuente Dorada de Valladolid.
En 1959, Helios acometió la construcción de una nueva fábrica en la calle Esquila. En 1960, la familia Pérez decidió separar sus dos líneas de negocio, y creó Dulces y Conservas Helios para la fabricación y comercialización de conservas y mermeladas, y Peypasa, que en 1964 pasó a denominarse Dulciora, para el negocio de caramelos. En 1970, se inauguró una nueva fábrica, de 80 000 m² en terrenos de Arroyo de la Encomienda.
El crecimiento de la compañía fue particularmente alto en los años 1980, donde consolidó su liderazgo como fabricante de mermeladas en España. En 1995, Dulciora fue vendida a la multinacional Cadbury Schweppes, y con el beneficio obtenido construyeron una planta de procesado de fruta en Azagra (Navarra).
Esta privilegiada situación le permitió la adquisición de la marca de mermeladas Bebé que incorporó a su filial Iberfruta (creada en 1990) en 2003, y en el ámbito europeo de la fundación de la británica S.D.Parr & CO. en 1982 y la adquisición de la alemana Mühlhäuser en 2006,

## Instalaciones

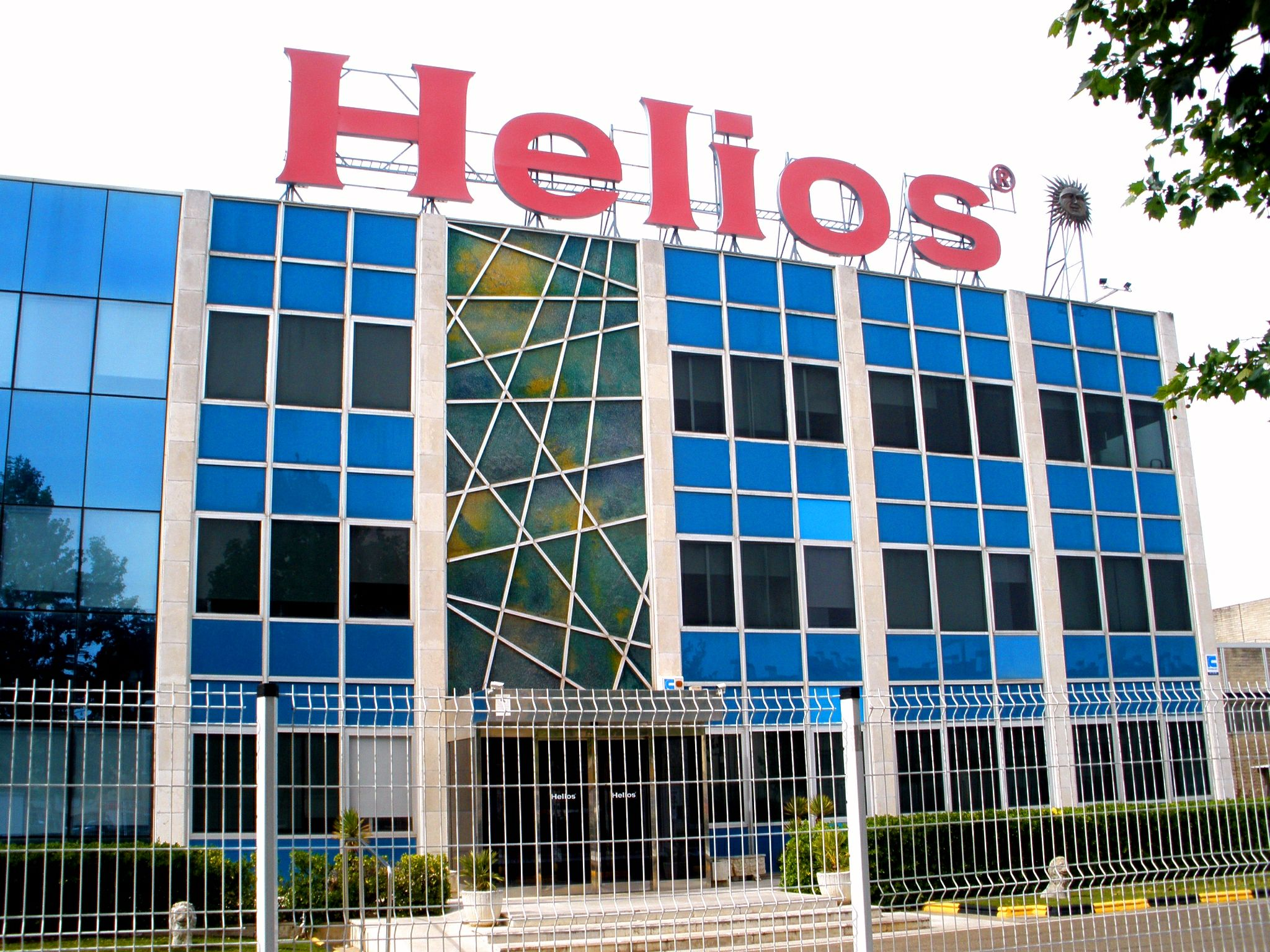
Fábrica de Dulces y conservas Helios en Arroyo de la Encomienda.

- El centro productivo de Helios se sitúa en Arroyo de la Encomienda, donde se elaboran mermeladas, confituras, tomate frito, ketchup, fruta confitada y dulce de membrillo.[10]

- Iberfruta cuenta con centros de producción en Íscar (Valladolid) Azagra y San Adrián (Navarra), La Palma del Condado (Huelva) y Kenitra (Marruecos).[10]

- Mühlhäuser tiene su sede en Mühlhausen (Alemania) y se dedica a la elaboración de mermeladas, confitura y miel bajo las marcas Mühlhäuser, Obst-Land y Büker.[2]

- S. D. Parr & CO en Barnsley (Inglaterra), que fabrica mermeladas y fruta confitada.[4]

- Oficinas comerciales en Perpiñán (Francia) y Mühlhausen (Alemania).[4]

## Patrocinios

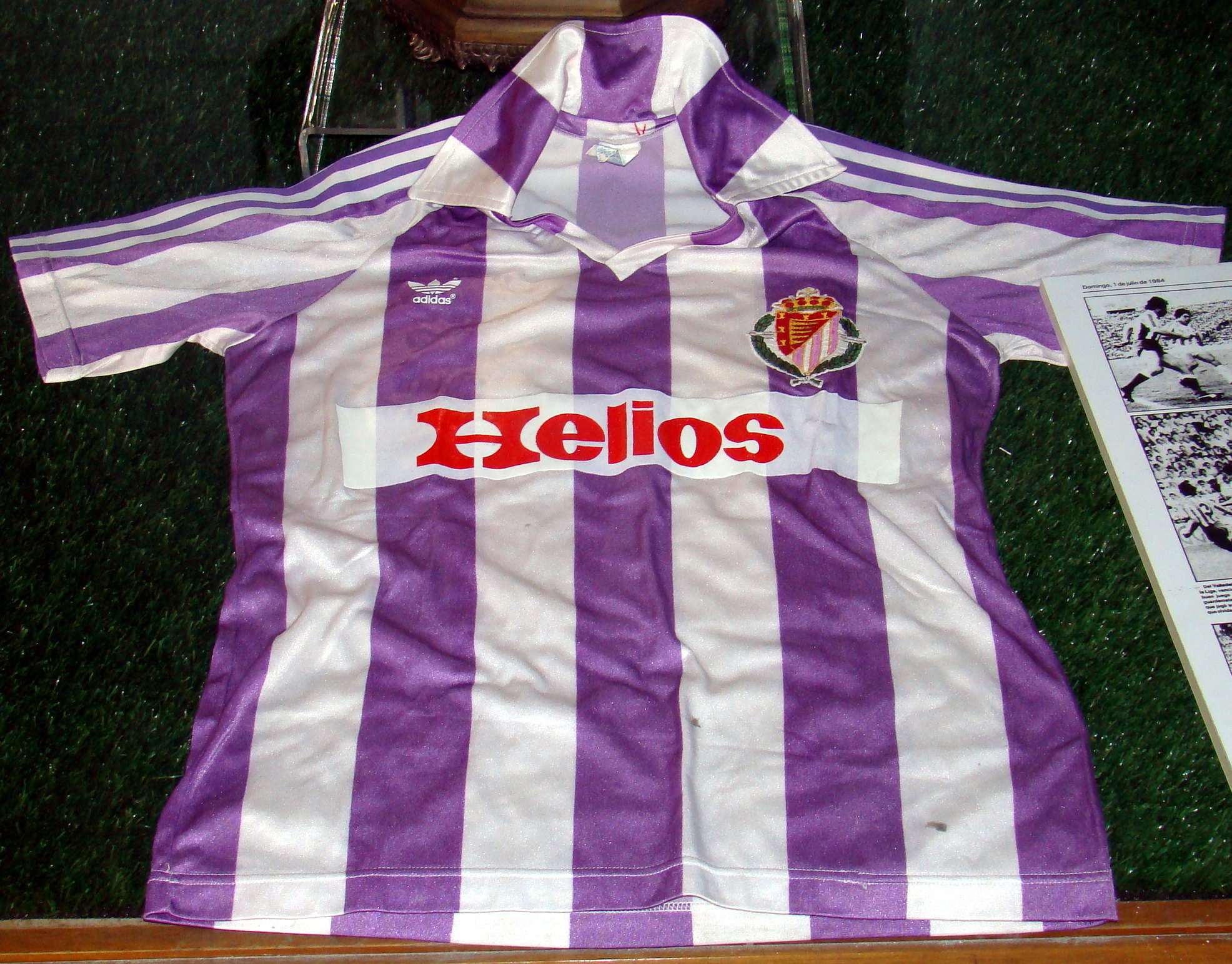
Camiseta del Real Valladolid en la temporada 1983-84, en la que el club logró su único trofeo oficial: la Copa de la Liga de Primera División 1984.

Helios es una marca con gran tradición en el patrocinio de equipos deportivos. Entre 1979 y 1981 fue copatrocinador del equipo ciclista  que dio lugar al exitoso equipo Zor. Asimismo, fue la primera publicidad que lució en sus camisetas el equipo del Real Valladolid, al que patrocinó durante doce temporadas, entre 1983 y 1994.